# Cơm nếp (thực vật)
Cơm nếp (danh pháp khoa học: Strobilanthes affinis) là một loài thực vật có hoa trong họ Ô rô. Loài này được (Griff.) Terao ex J.R.I. Wood & J.R. Benn. miêu tả khoa học đầu tiên năm 2003.